# TOMO (歌手)
TOMO(とも)は、日本のボーカリスト、シンガーソングライター。福岡県福岡市出身。

## プロフィール
高校在学中にガールズバンド「Thee 50's high teens」を結成、福岡を中心に活動。インディーズでの活動ながら2度の海外ツアーを行う。
2006年より拠点を福岡から東京に変え活動を行う。2012年Thee 50's high teensは活動を停止。活動停止後はアーティスト名をトモからTOMOに改め、地元の福岡でソロアーティストとして活動を継続。
2018年頃から、福岡市のインディーズバンド「鮫肌尻子とダイナマイト」とコラボして活動するようになる。2020年5月、同ユニットでTHE GOGGLES主催の配信ライブ「TWITT AND CAST VOL.1」に出演。
一方で、福岡のガレージパンクバンド「The Routes」とのユニット「Tomo and The Routes」、サニー安田とのデュオ「the stone’s throw」、サニー安田・ぼくちく等とのバンド「ちびちゃん」など様々な音楽ユニットで精力的に活動。
2020年10月、「PANICSMILE」のメンバー・吉田肇との結婚を公表。2024年2月、吉田らがかつて在籍した「ブレーメンロックス（The Bremenrocks）」が30年越しのアルバムリリースとなり、TOMOがフィーチャリングボーカルとして参加。